# Christlicher Anarchismus

A-O; ein bisweilen verwendetes Symbol

Als christlicher Anarchismus werden verschiedene Versuche bezeichnet, den christlichen Glauben mit anarchistischen Denk- und Handlungsweisen zu verbinden. Die Bibel sowie das Leben und Wirken Jesu dienen als Grundlage für einen Entwurf einer herrschaftslosen und egalitären Gesellschaftsordnung, die mit jenem des Anarchismus identisch ist bzw. sehr große Ähnlichkeit hat. Christliche Anarchisten gehen davon aus, dass „die Prämisse des Anarchismus dem Christentum und der Botschaft des Evangeliums inhärent“ sei. Je nach konfessionellem Ausgangspunkt und Interpretation diverser Bibelstellen kann sich die konkrete Ausgestaltung voneinander unterscheiden.

## Definition und zentrale Aspekte
Eine bekannte Definition des christlichen Anarchismus stammt aus der Autobiografie des US-amerikanischen Aktivisten und christlichen Anarchisten Ammon Hennacy:

„Ein christlicher Anarchist ist […] jemand, der die andere Wange hin hält, die Tische der Geldwechsler umwirft und keinen Polizisten braucht, um sich gut zu benehmen. Ein christlicher Anarchist ist nicht von Wahlurnen oder Gewehrkugeln abhängig, um sein Ideal zu erreichen; er erreicht dieses Ideal tagtäglich durch die One Man Revolution, mit der er einer dekadenten, verwirrten und sterbenden Welt begegnet.“

Sebastian Kalicha beschreibt den christlichen Anarchismus folgendermaßen:

„Das Christentum wird in einer Art und Weise begriffen, das letztendlich in politischen und sozialen Fragen auf etwas hinauslauft, das politisch Aktive in der ArbeiterInnenbewegung des späten 19. Jahrhunderts begannen, als ‚Anarchismus‘ oder ‚libertärer Sozialismus‘ zu bezeichnen – und zwar nicht trotz, sondern aufgrund dessen, was in der Bibel geschrieben steht. Es ist ein Anarchismus, der sich aus der Bibel und dem Leben und Wirken Jesu herleitet. Die Bibel und die Botschaft Jesu dienen so als Grundlage dafür, zu ähnlichen oder denselben Schlüssen zu gelangen wie sie von anarchistischen TheoretikerInnen formuliert wurden: den Staat mit all seinen Institutionen und RepräsentantInnen als illegitim anzusehen, den Kapitalismus als Wirtschaftssystem abzulehnen und eine egalitäre, dezentrale und gewaltfreie Gesellschaftsordnung, frei von Unterdrückung und Ausbeutung, an deren Stelle zu verwirklichen.“

Bestimmend ist eine libertäre Lesart und Interpretation der Bibel – also eine anarchistische Exegese. Oft wird hier ausführlich auf die Bergpredigt Bezug genommen, wobei dieser Fokus auf die Bergpredigt vor allem für den christlichen Anarchismus Tolstoischer Prägung charakteristisch ist. Tolstoi entwarf folglich eine „soziale Utopie“, die er „mit der Bergpredigt begründet“. Seine daraus resultierenden gesellschaftspolitischen Vorstellungen waren demnach „radikal gewaltfrei, solidarisch, egalitär und auch antiklerikal […]. Er wandte sich gegen die ‚Versklavung‘ durch die ausbeuterischen ökonomischen Verhältnisse, gegen die mit den weltlichen Herrschern kollaborierende und ein in seinen Augen verfälschtes Christentum lehrende Kirche, gegen Militär, Krieg, Patriotismus und folglich gegen den modernen Staat selbst, der alle diese Missstände hervorgebracht und aufrecht erhalten hätte.“ Insofern weist die Ideenlehre Tolstois mit jener des Anarchismus „eine recht große Schnittmenge“ auf.
Manche christliche Anarchisten beziehen sich nicht nur auf die Bibel, um ihre anarchistischen Schlussfolgerungen zu ziehen, sondern haben auch Referenzpunkte im „klassischen“ Anarchismus, revolutionären Sozialismus oder (Anarcho)Syndikalismus und verbinden diese mit ihrem christlichen Glauben. Der französische Soziologe und christliche Anarchist Jacques Ellul beispielsweise verortete seinen Anarchismus „nahe bei Bakunin“ und hatte u. a. große Sympathien für den spanischen Anarchosyndikalismus. Ein weiteres Beispiel ist die Gründerin der Catholic-Worker-Bewegung Dorothy Day, die stark von den Schriften des Anarchokommunisten Peter Kropotkin und der unionistischen Gewerkschaft Industrial Workers of the World (IWW) beeinflusst war. Sie pflegte auch zeit ihres Lebens freundschaftliche Kontakte zu Kommunisten wie Mike Gold und der IWW-Aktivistin und Feministin Elizabeth Gurley Flynn.
Im christlichen Anarchismus ist die Überzeugung zentral, dass Gott – verkörpert durch die Lehren Jesu – die einzige Autorität sei, die für die Gläubigen verantwortlich ist, und die Person daher allein ihrem Gewissen verpflichtet ist. Daher übte auch der Individualanarchismus von Henry David Thoreau eine große Anziehungskraft auf christliche Anarchisten aus.
Die meisten christlichen Anarchisten sind der Auffassung, dass Regierungen und Kirchen keine Macht über sie oder andere Menschen haben sollten. Viele meinen, dass nur Anarchismus in Form der Verweigerung gegenüber jeder institutionellen Interpretation von Glaubensregeln mit Jesu Verkündigung vereinbar sei. Sie gehen davon aus, direkt mit Gott in Kontakt treten zu können und dafür kein Priestertum zu benötigen. Vielfach äußert sich die anarchistische Kritik daher auch in einem latenten oder offenen Antiklerikalismus. Der christliche Anarchismus beruft sich auf das Urchristentum mit der Gütergemeinschaft der Jerusalemer Urgemeinde und seiner Forderung nach einfachem Leben.
Christliche Anarchisten kritisieren die Entwicklung der christlichen Kirchen. Vielfach wird Paulus für die Abkehr von den urchristlichen Prinzipien der Gewaltlosigkeit, des einfachen Lebens und der Freiheit verantwortlich gemacht. Besonders abgelehnt wird die konstantinische Wende als Verbindung von Staat und Religion. An diesem Punkt überschneiden sich christlich-anarchistische und nicht-religiös anarchistische Kritik häufig.
Der größte Teil der christlichen Anarchisten ist strikt pazifistisch bzw. gewaltfrei – zum Beispiel Tolstoi, Ellul, Ortt, Day, Hennacy, und viele andere. Radikale Gewaltfreiheit ist oftmals gerade das ausschlaggebende Fundament für die Ablehnung von Herrschaft und Ausbeutung im gewaltfreien und christlichen Anarchismus. Inhaltliche Überschneidungen gibt es daher mit religiös-pazifistischen Strömungen und dem nicht-religiösen Anarchopazifismus/gewaltfreien Anarchismus, aber zudem auch, abseits der Gewaltfrage, mit befreiungstheologischen, religiös-sozialistischen und christlich-mystischen Ansätzen. So hatte beispielsweise die für ihre christliche Mystik bekannte Philosophin Simone Weil einen anarchistischen Background und bekannte religiöse Sozialisten rund um die Zeitschrift Neue Wege wie Leonhard Ragaz oder Jean Matthieu, aber auch der religiöse Sozialist Eberhard Arnold, waren von Tolstois christlichem Anarchismus, sowie von anderen anarchistischen Denkern wie Peter Kropotkin und Gustav Landauer beeinflusst.

## Geschichte des christlichen Anarchismus
Es gibt einige historische Gruppierungen und Persönlichkeiten, die traditionell als Inspiration und Impulsgeber für den christlichen Anarchismus betrachtet werden. Hierzu zählt beispielsweise die im späten 12. Jahrhundert gegründete und durch die Inquisition verfolgte Bewegung der Waldenser sowie im 15. Jahrhundert der (vermutlich waldensisch inspirierte) Laientheologe Petr Chelčický. Auf dessen Lehren und Ideen bezog sich wiederum Leo Tolstoi positiv, aber auch beispielsweise der Anarchist Gustav Landauer. Landauer schrieb in seinem Werk Die Revolution über Chelčický, dieser habe versucht, „das Christentum als Geist zu retten“ und er habe erkannt, dass „Kirche und Staat die Todfeinde des christlichen Lebens“ seien. Aber auch Franz von Assisi und seine Armutsbewegung gilt vielen christlichen Anarchisten des 20. Jahrhunderts als Vorläufer des christlichen Anarchismus. Nicht zufällig wird zum Beispiel der Mitbegründer der Catholic-Worker-Bewegung, Peter Maurin, immer wieder mit Franz von Assisi verglichen. Auch die englischen Diggers, die 1649 von Gerrard Winstanley gegründet wurden, haben eine klar erkennbare christlich-anarchistische Dimension. Der Abolitionist, Sozialist und Tolstojaner Adin Ballou, der 1842 die christliche, egalitär-sozialistische Hopedale Community im US-Bundesstaat Massachusetts gründete, gilt ebenso als ein früher Vertreter des christlichen Anarchismus.
Ein einflussreiches Buch war und ist Lew Nikolajewitsch Tolstois Das Himmelreich in euch, welches maßgeblich für die Entstehung des sog. Tolstojanismus war. Die Christen unter den Tolstojanern versuchten, dessen Ideen im Sinne eines christlichen Anarchismus weiterzuentwickeln. Tolstojaner versuchten in unterschiedlichsten Teilen der Welt beispielsweise mit Siedlungsgründungen, dem Aufbau von Schulen oder mit Zeitschriften Tolstois Ideen zu leben und zu verbreiten. In Österreich gab es z. B. die tolstojanisch beeinflusste Zeitschrift Der G’rode Michl des christlichen Anarchisten Franz Prisching. In den Niederlanden gründeten christliche Anarchisten wie Felix Ortt und Lodewijk van Mierop die tolstojanische Zeitschrift Vrede. Seine Hochphase hatte der Tolstojanismus in etwa zwischen 1890 und 1930.
In den Niederlanden engagierten sich, nachdem der Tolstojanismus als Bewegung sukzessive an Bedeutung verlor, viele Tolstojaner und christliche Anarchisten im Bund religiöser Anarcho-Kommunisten (Bond van Religieuze Anarco-Communisten; BRAC), der zwischen 1920 und 1932 aktiv war und auch nicht-religiöse Mitglieder hatte. Der christlich-anarchistische Pfarrer Année Rinzes de Jong war Vorsitzender des BRAC. Die Organisation galt als „ein ganzes Stück radikaler […] als die alte Vrede-Bewegung der TolstojanerInnen“.
Im 20. Jahrhundert findet man bei den Gründern und bei vielen Aktivisten des Catholic Worker Movement einen anarchistischen Hintergrund. Obwohl die Rolle des Anarchismus bei den Catholic Workers immer wieder kritisch diskutiert wurde, bezogen und beziehen sich viele in der Bewegung – inklusive der Gründer Dorothy Day und Peter Maurin – immer wieder positiv auf ihn. Zudem ist die Catholic-Worker-Bewegung – neben den zahlreichen religiösen und spirituellen Bezugspunkten – beeinflusst von unterschiedlichen linken Strömungen und Theorien wie dem revolutionären Syndikalismus (IWW), dem antiautoritären Sozialismus, dem Personalismus (Emmanuel Mounier, Nikolai Berdjajew), dem englischen Distributismus, dem Tolstojanismus, dem kommunistischen Anarchismus sowie dem Pazifismus und Antimilitarismus.

## Gegenwärtige Strukturen und Aktivitäten
Die Catholic-Worker-Bewegung unterhält gegenwärtig 216 Communities in den USA sowie 33 in anderen Ländern. Catholic-Worker-Communities in Europa organisieren unter dem Namen European Catholic Worker unter anderem eine jährliche Konferenz und unterhalten zehn Gemeinschaften in sechs Ländern. In Deutschland sind die Catholic-Worker durch das Haus „Brot und Rosen“ mit Schwerpunkt Arbeit und Leben mit geflüchteten Menschen und durch die Dortmunder Suppenküche „Kana“ vertreten.
Auf der Catholic-Worker-Farm in England findet parallel zu den jährlichen Treffen der europäischen Catholic Workers seit einigen Jahren die „European Christian Anarchist Conference“ statt, in der jedes Jahr ein bestimmtes Thema behandelt wird.
Als eine Untergruppe im britischen Anarchist Studies Network (ASN) hat sich im September 2008 im Zuge einer ASN-Konferenz an der Universität in Loughborough die Gruppe Academics and Students Interested in Religious Anarchism (ASIRA) gebildet. ASIRA ist folglich vor allem im akademischen Bereich tätig, fördert wissenschaftliche Forschung zum Thema religiöser bzw. christlicher Anarchismus und beteiligt sich an der jährlichen Konferenz des ASN mit eigenen Vorträgen und Workshops.
In den USA organisieren sich christliche Anarchisten unter anderem bei Jesus Radicals. Jesus Radicals versteht sich als „Netzwerk von Christen die auch Anarchisten sind“ und wurde im Jahr 2000 gegründet. Das Netzwerk hielt mehrfach Treffen und Konferenzen ab und publiziert das christlich-anarchistische Onlinemagazin Rock! Paper! Scissors! sowie einen Podcast namens Iconocast. Zudem stellt Jesus Radicals in ihrer „People’s Library“ online Texte zu Themen wie Anarchismus, Bibelexegese, Befreiungstheologie, Direkte Aktion, Feminismus, Gewaltfreiheit, Queer-Theorie, Veganismus und Antirassismus zur Verfügung.
In Australien und Neuseeland gibt es die christlich-anarchistische Gruppe South Pacific Christian Anarchists (SPCA). Sie wurde im Juli 2006 bei einer Konferenz in Neuseeland gegründet und ist seither in unterschiedlichen Bereichen aktiv. Bei SPCA organisieren sich Menschen, die laut Eigendarstellung „die Gemeinsamkeiten zwischen christlichen und anarchistischen Traditionen erkunden wollen“. Auch SPCA hält regelmäßig Treffen ab und publizierte bislang zwei Ausgaben eines Zines namens Co-opted – Kia Ngaatahi. Auch Akte des zivilen Ungehorsams und gewaltfreien Widerstands gingen von Mitgliedern der Gruppe aus, primär in antimilitaristischen und globalisierungskritischen Kontexten.

## Bekannte Vertreter
- Lew Tolstoi
- Jacques Ellul
- Dorothy Day
- Ivan Illich
- Peter Maurin
- Philip Berrigan
- Petr Chelčický
- Gerrard Winstanley
- Karl Wilhelm Diefenbach
- Eugen Heinrich Schmitt
- Felix Ortt
- Giovanni Passannante[37]
- Année Rinzes de Jong
- Vernard Eller
- Dave Andrews
- Michael C. Elliott
- Nikolai Berdjajew
- Adin Ballou
- Ammon Hennacy
- William B. Greene
- David Lipscomb
- Thomas J. Hagerty
- Léonce Crenier

### Deutsch
- Jens Harms (Hrsg.): Christentum und Anarchismus. Beiträge zu einem ungeklärten Verhältnis. Athenäum, Bodenheim 1988, ISBN 978-3-610-09111-8.
- Sebastian Kalicha (Hrsg.): Christlicher Anarchismus. Facetten einer libertären Strömung. Verlag Graswurzelrevolution, Heidelberg 2013, ISBN 978-3-939045-21-2.

### Englisch
- Alexandre Christoyannopoulos: Christian Anarchism. A Political Commentary on the Gospel. Imprint Academy, Exeter/Charlottesville 2010.
- Alexandre Christoyannopoulos/Matthew S. Adams (eds.): Essays in Anarchism and Religion: Volume I/Volume II/Volume III. Stockholm University Press, Stockholm 2017/2018/2020.
- Tripp York: Living on Hope While Living in Babylon. The Christian Anarchists of the Twentieth Century. Wipf and Stock Publishers, Eugene, Oregon 2009.
- Mark Van Steenwyk: That Holy Anarchist. Reflections on Christianity & Anarchism. Missio Dei, Minneapolis 2012.

### Französisch
- Jacques de Guillebon/Falk van Gaver: L’anarchisme chrétien. L’Oeuvre éditions, Paris 2012.
- Lara Apps/Alexandre Christoyannopoulos: Anarchisme et religion. Les éditions Atelier de création libertaire, Lyon 2018.
- Beno Profetyk: Credo du Christocrate – Christocrat’s creed. (Bilingual French-English edition), sbvv 2020.